# Backsvalefästing
Backsvalefästing  eller Ixodes lividus är en fästingart som beskrevs av Koch 1844. I den svenska databasen Dyntaxa används istället namnet Pholeoixodes lividus. Enligt Catalogue of Life ingår Ixodes lividus i släktet Ixodes och familjen hårda fästingar, men enligt Dyntaxa är tillhörigheten istället släktet Pholeoixodes och familjen hårda fästingar. Arten är reproducerande i Sverige. Inga underarter finns listade i Catalogue of Life.